# Bruyères-sur-Fère
Bruyères-sur-Fère là một xã ở tỉnh Aisne, vùng Hauts-de-France thuộc miền bắc nước Pháp.